# .cr
.crは、国別コードトップレベルドメイン（ccTLD）の一つで、コスタリカに割り当てられている。

## サブドメイン
- ac.cr: 研究機関、大学機関
- co.cr: 商業団体
- ed.cr: 教育機関。単科大学や高等学校など
- fi.cr: 銀行などの金融機関
- go.cr: 行政機関
- or.cr: 非営利組織
- sa.cr: 健康に関する機関